# Melrose, Novi Meksiko
Melrose je selo u okrugu Curryju u američkoj saveznoj državi Novom Meksiku. Prema popisu stanovništva SAD 2010. u ovdje je živjelo 651 stanovnika. 

## Zemljopis
Nalazi se na 34°25′41″N 103°37′41″W / 34.42806°N 103.62806°W (34.427944, -103.628111). Prema Uredu SAD-a za popis stanovništva, zauzima 4,4 km2 površine, sve suhozemne.

## Stanovništvo
Prema podatcima popisa 2000. u Melroseu bilo je 736 stanovnika, 309 kućanstava i 200 obitelji, a stanovništvo po rasi bili su 92,12% bijelci, 0,27% afroamerikanci, 1,49% Indijanci, 0,68% Azijci, 3,53% ostalih rasa, 1,90% dviju ili više rasa. Hispanoamerikanaca i Latinoamerikanaca svih rasa bilo je 11,55%.

## Poznate osobe
- William Hanna, producent crtanih filmova